# Cheick Doumbia
Cheick Mohamed Chérif Doumbia (Bamako, 19 agosto 1991) è un calciatore maliano, centrocampista dell'FC Borgo.

## Carriera

### Club
Ha giocato nella massima serie maliana ed in quella tunisina; ha inoltre giocato 15 partite nella seconda divisione francese con il Brest. Tra il 2011 ed il 2014 ha giocato complessivamente 10 partite nella CAF Champions League con lo Stade Malien.

### Nazionale
Ha partecipato ai Mondiali Under-20 del 2011.
Tra il 2013 ed il 2014 ha giocato complessivamente 6 partite in nazionale maggiore.

## Palmarès

### Club

#### Competizioni nazionali
- Campionato maliano: 2

Stade Malien: 2012-2013, 2013-2014